# Ofensiva est a al-Hasakah
L'ofensiva est a al-Hasakah va ser una ofensiva a la Governació d'al-Hasakah durant la Guerra civil siriana, encapçalada per les Unitats de Protecció Popular (YPG) kurdes, el Consell Militar Siríac (MFS) i forces àrabs aliades contra l'autoanomenat Estat Islàmic (EI), amb l'objectiu de recuperar les àrees del Cantó de Jazira capturat en gran part per les tropes jihadistes. Durant el transcurs de l'operació, les Forces armades sirianes també van llençar un atac contra els militants radicals, però sense coordinar-se amb el kurds.

## Antecedents
Al febrer de 2014, diverses ciutats i pobles de la part oriental del Cantó de Jazira van quedar sota control d'EI. El 23 de juny de 2014, les tropes islamistes van arribar a Tell Brak i rodalia, així com als afores de la ciutat d'al-Hasakah. A principis d'octubre de 2014, l'Estat Islàmic va llançar una gran ofensiva, prenent el control de més de 200 municipis a l'est del Cantó, amb un seguit de campanyes d'expansió per la regiódurant el desembre de 2014. A mitjans de desembre, l'Exèrcit sirià i les YPG van forçar les tropes jihadistes al sud de Qamixli, alliberant una algunes poblacions, però EI va respondres amb una contra-ofensiva que va donar lloc a la captura de diversos pobles del sud i sud-est de Tell Ma'ruf. A finals de desembre de 2014, les forces kurdes van tornar a prendre el control d'alguns dels pobles prop de la frontera de Rabia (a l'Iraq) i al sud-oest de la regió, donant suport a les tropes Peixmerga amb l'ofensiva a Sinjar. Cap al final de l'ofensiva, el 21 de desembre, alguns dels pobles ocupats per EI prop Jaz'ah havien intentat ésser alliberats per les YPG.

## L'ofensiva

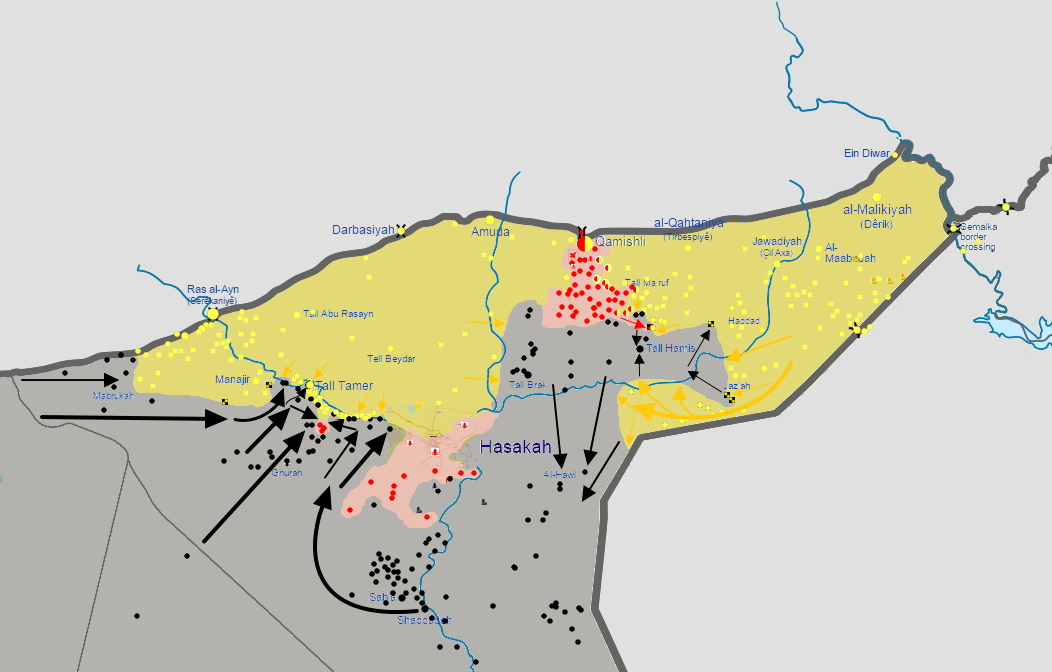
Mapa de l'ofensiva a al-Hasakah, el 24 de febrer de 2015.

L'ofensiva va començar el 21 de febrer de 2015, i l'endemà, els kurds va avançar ràpidament cinc quilòmetres a Tal Hamis, després de la capturar a prop de 23 granges i llogarets a la zona d'Abo Qasayeb. El seu assalt va ser recolzat per la coalició internacional. A més, prop de la frontera amb l'Iraq, les YPG van capturar dues poblacions més. Les forces peixmerga kurdes a l'Iraq van bombardejar posicions d'EI a través de la frontera, en coordinació amb les YPG durant el seu avanç. En resposta a l'ofensiva kurda, el 23 de febrer les tropes jihadisten va llançar un gran atac a diferents poblacions al llarg de la riba sud del riu Khabur al voltant de la ciutat de Tell Tamer, amb uns 3.000 combatents i diversos tancs, capturant 11 municipis i segrestant 220 cristians assiris el 26 de febrer, segons SOHR. Fonts locals van informar que entre 33 i 35 poblacions també van ser capturades i que el nombre de assiris segrestats augmentava als gairebé 400. Segons els informes, EI retirava militants d'altres fronts de Síria, inclòs el front d'Homs, per impulsar el seu atac a Tell Tamer. Els kurds van aconseguir recuperar diverses poblacions, però no van arribar a saber-ne res dels cristians assiris segrestats. També es va informar que Abu Omar al-Shishani, comandant terrestre d'EI a Síria, comandava l'assalt a Tell Tamer.
El 23 de febrer, les YPG van alliberar Tell Brak, i van aconseguir tallar la carretera entre Tal Hamis i al-Hawl, una de les principals línies de subministrament d'EI amb l'Iraq. Fins al 28 febrer, les forces kurdes havien capturant 103 poblacions. Amb un total d'entre 175 i 211 jihadistes morts i fins a 75 milicians kurds.
El mateix dia que el kurds van alliberar Tal Hamis, les forces del govern sirià van llançar una ofensiva contra EI, que els va permetre recuperar entre 23 i 31 poblacions.
El 3 de març, 24 cristians segrestats dies anteriors van ser rescats després de pagar una contrapartida.
El 10 de març, les YPG van anunciar que la seva campanya havia acabat amb èxit després d'assegurar el Cantó de Jazira. No obstant això, el mateix dia, EI va llançar un atac sorpresa sobre Tell Khanzir, a uns 30 quilòmetres a l'oest de Ras al-Ayn, prop de la frontera amb Turquia, capturant la ciutat juntament amb altres poblacions.
L'endemà les forces jihadistes seguien forçant i capturant diverses poblacions gràcies al reforços que arribaven d'altres fronts i les forces kurdes es van veure obligades a demanar més recolzament aeri, que va arribar el dia 13 de març. Els enfrontaments van deixar 105 jihadistes i 63 milicians kurds morts.
El dia 16 de març, van arribar 100 membres de Hesbol·là que van unir-se a les tropes kurdes per defensar el territori, juntament amb els combats que també lliurava l'exèrcit sirià.

## Conseqüències
Després de diversos dies, els enfrontaments van seguir en les proximitats de Tell Khanzir, Tell Brak i Tell Tamer, matant dotzenes de militants d'EI, mentre que la coalició internacional bombardejava posicions jihadistes a la ciutat d'Al-Shaddadeh.
Finalment, els enfrontament van canviar de front, a l'oest de la ciutat d'al-Hasakah, i la coalició liderada per les YPG van aconseguir alliberar part de l'est de la Governació. Per contra, però, les forces jihadistes van avançar a l'oest de la mateixa, donant pas a la següent ofensiva.